# Emulsionante

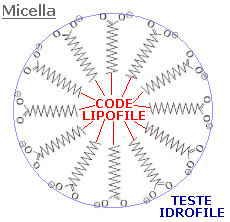
L'immagine rappresenta in modo schematico la disposizione delle molecole anfipatiche (o anfifilico) che fungono da emulsionanti e isolano le goccioline lipidiche (per, ad esempio favorirne la digestione).

Un emulsionante, o emulsificante alimentare, in inglese emulsifier, è una sostanza in grado di stabilizzare un'emulsione, agendo da tensioattivo o da stabilizzante di Pickering. I tensioattivi, che costituiscono gli emulsionanti più comunemente utilizzati, agiscono diminuendo la tensione superficiale dei solidi e favorendone quindi la bagnabilità a livello di interfaccia; gli stabilizzanti di Pickering (es. allumina, bentonite, silice, ossido stannoso) sono invece particelle di dimensioni opportune che si dispongono sull'interfaccia dei due liquidi immiscibili in funzione della loro diversa costante di ripartizione.

## Utilizzo alimentare degli emulsionanti
Gli emulsionanti sono ampiamente utilizzati come additivi alimentari, hanno lo scopo di essere aggiunti agli alimenti, di preservarne il sapore o migliorarne il gusto, l'aspetto o altre qualità sensoriali. 
Sono classificati con le sigle da E400 a E499 (addensanti, stabilizzanti ed emulsionanti). Esempi di emulsionanti alimentari sono la lecitina (E322), contenuta nel tuorlo d'uovo o ricavata dai semi di soia, e i semi di senape, che devono la loro proprietà emulsionante a una varietà di sostanze presenti nella mucillagine che circonda la parte esterna del seme; sono comuni anche emulsionanti proteici e a basso peso molecolare. Sia la maionese che la salsa olandese sono emulsioni olio in acqua stabilizzate dalla lecitina contenuta nel tuorlo d'uovo.
Alcuni additivi sono stati utilizzati per secoli come parte di uno sforzo per conservare il cibo, come ad esempio l'aceto (salamoia), sale (salatura), l'affumicatura, lo zucchero (cristallizzazione), ecc. Gli additivi alimentari includono anche sostanze che possono essere introdotte negli alimenti indirettamente (chiamate "additivi indiretti") nel processo di produzione, attraverso l'imballaggio o durante lo stoccaggio o il trasporto.

## Utilizzo commerciale degli emulsionanti
I detergenti sono prodotti commerciali contenenti tensioattivi che diminuendo l'energia all'interfaccia olio/acqua consentono la pulizia favorendo la dispersione dello sporco unto in acqua. Un'ampia varietà di emulsionanti viene utilizzata in farmacia per la preparazione di emulsioni sotto forma di creme e lozioni.

## Funzione degli emulsionanti nella digestione dei lipidi

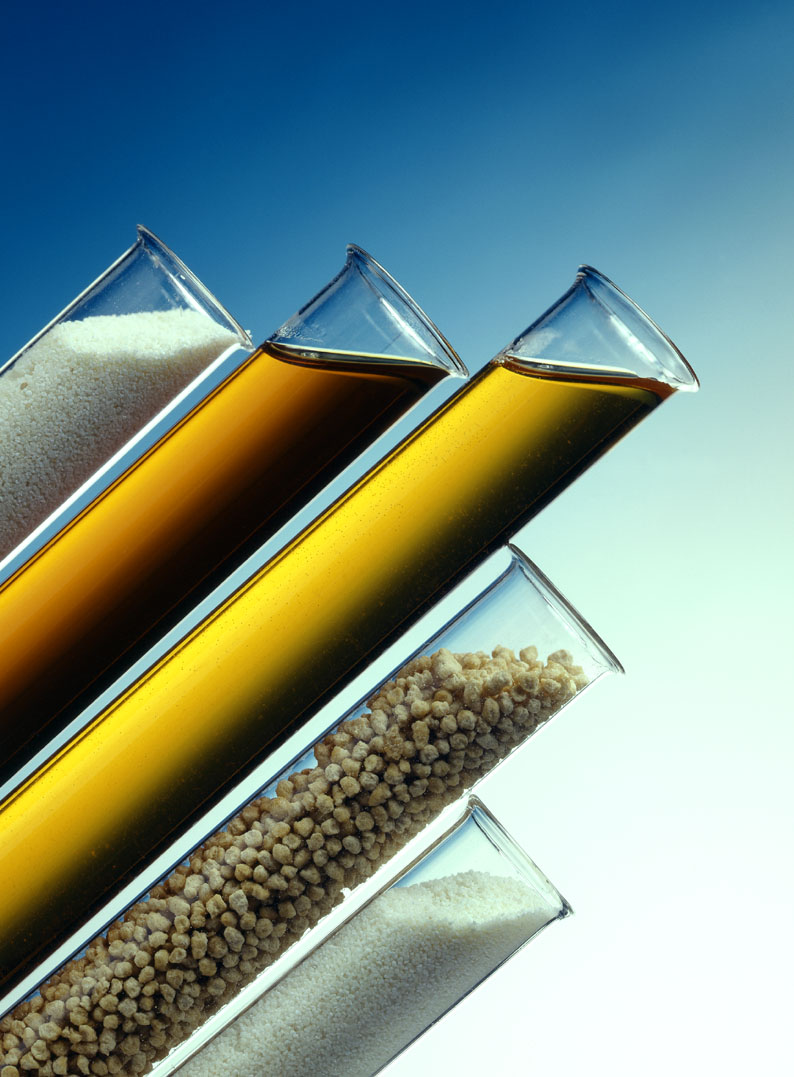
Le diverse forme dell' emulsionante lecitina: in polvere, liquida a diverse concentrazioni, granulare

Gli emulsionanti, oltre a svolgere la loro funzione in ambito alimentare e come detergenti e saponi, hanno un ruolo molto importante nella digestione dei lipidi. I lipidi vengono digeriti nel duodeno grazie al succo pancreatico in cui si trovano degli enzimi del tipo lipasi che catalizzano l'idrolisi dei legami estere.
Tuttavia, per rendere la digestione più efficiente, occorre aumentare la superficie d'azione a disposizione degli enzimi lipasi. Questo è possibile se la massa lipidica viene emulsionata in modo da suddividerla in piccole goccioline ben separate.
Il compito di emulsionare i lipidi nel duodeno per garantirne una migliore digestione, viene assunto dalla bile, anch'essa riversata nel duodeno e sintetizzata nella cistifellea. La bile è composta, oltre a tante altre sostanze, anche dai cosiddetti sali biliari che sono i responsabili dell'azione emulsionante.
Nel caso di sostanze emulsionanti si tratta quasi sempre, come anche nel caso dei sali biliari, di molecole anfipatiche che quindi sono formate da una parte polare e quindi idrofila e una apolare (quindi idrofoba e lipofila). In questo modo le parti lipofile si legheranno agli acidi grassi e le parti idrofile si disporranno attorno alla gocciolina lipidica, isolandola dal resto della fase oleosa.

## Regola di Bancroft
L'ottenimento di una emulsione acqua in olio piuttosto che olio in acqua dipende dal volume di entrambe le fasi, con quella presente in maggiore quantità che agirà da fase disperdente, e dal tipo di emulsionante. La regola di Bancroft, dal nome del chimico-fisico statunitense Wilder Dwight Bancroft, afferma che: "La fase in cui un emulsionante è più solubile costituisce la fase continua", dove la fase continua è il mezzo disperdente la fase discreta. Ciò significa che un emulsionante tende a promuovere la dispersione della fase in cui esso è meno solubile; ad esempio, le proteine sono maggiormente solubili in acqua piuttosto che in olio e quindi tendono a promuovere emulsioni olio in acqua.

## Emulsificanti alimentari e salute umana
Nel 2024 uno studio, pubblicato sulla rivista The Lancet Diabetes & Endocrinology ha rilevato come sette emulsionanti (Secondo il codice europeo): E407, E340, E472e, E331, E412, E414 ed E415, associati al gruppo degli emulsionanti (carragenine totali), appaiono correlati ad un aumento del rischio di diabete di tipo 2. 
Altri 34 additivi alimentari emulsificanti non sono studiati rispetto il richio di provocare il diabete di tipo 2 perché utilizzati da un numero esiguo nel campione di persone studiate, meno del 5%.
Vi sono indicazioni che gli additivi approvati come la Carbossimetilcellulosa (E 466) e l'emulsionante Polisorbato 80 (E 433),  aggiunti ai cibi come il Gelato o prodotti da forno possono determinare un'infiammazione dell'intestino con un cambiamento in Flora intestinale. 
In uno studio su un modello animale, una miscela all'1%, degli emulsionanti prima detti, aggiunti ai mangimi ha provocato un raddoppio del tasso di MICI in animali particolarmente sensibili e ha portato a infiammazione intestinale di bassa soglia con i segni di una sindrome metabolica in animali non vulnerabili.